# アイアンマンレース
アイアンマンレース（Ironman Race）またはアイアンマントライアスロン（Ironman Triathlon）は、ワールド・トライアスロン・コーポレーション (WTC) が主催する一連のトライアスロン大会で、各大会ともスイム3.8km、バイク180.2km、ラン42.195km、合計距離約226kmで行われる。そのほとんどは毎年行われるアイアンマン世界選手権大会の予選大会シリーズでもある。

## 概要
トライアスロン大会シリーズの1種で、どの大会でもスイム（水泳）3.8km、バイク（自転車）180.2km、ラン（マラソン）42.2kmの順に行う。トライアスロンの規格の中ではロングディスタンスに分類される。1日完結型のスポーツ競技会としては最も過酷なものの1つとされる。
多くのアイアンマンレースでは、午前7時にスタートし、コースにより16～17時間の制限時間が設けられる。途中の制限時間は、スイム（3.8km）終了が2時間20分後、バイク（180.2km）終了がスイム開始から10時間～10時間30分後に設定される。またこの他にも大会によりコース途中に制限時間のある関門が設けられる。大会において制限時間内に完走した選手を「アイアンマン（鉄人）」と呼ぶ。
主催はワールド・トライアスロン・コーポレーション(WTC)。国際競技連盟連合に加盟するワールドトライアスロン（旧国際トライアスロン連合）とは別の組織である。
また、アイアンマンとは別に、半分の距離で競うアイアンマン70.3（またはハーフアイアンマン）もWTCが開催しており、世界各地での予選シリーズおよび世界選手権も行われている。
「アイアンマン」の名前はWTCの登録商標であり、WTCの許可がなければ使用できない。日本でも、定期的ではないもののフル規格のアイアンマンレースが行われる（2024年の例ではアイアンマンジャパンみなみ北海道）ほか、WTCが公認ではないもののアイアンマンレースに準じた距離の大会も世界で行われている。日本では、五島長崎国際トライアスロン大会などが該当する。

## シリーズ一覧
毎年10月にアメリカ合衆国ハワイ島カイルア・コナで行われるアイアンマン世界選手権大会の予選となる大会は、世界で年に約40回開催される。プロ、アマチュアともに、各年齢層の上位が世界選手権の出場権を得る。世界選手権の予選大会および本戦は以下の通り。

### アジア
- Ironman Gurye（大韓民国・求礼郡）
- Ironman Taiwan（台湾・澎湖諸島）
- Ironman Malaysia（マレーシア・ランカウイ島）

### オセアニア
- Ironman Australia（オーストラリア・ニューサウスウェールズ州ポート・マッコーリー）
- Ironman Cairns - アジアパシフィック選手権（オーストラリア・ケアンズ）
- Ironman Western Australia（オーストラリア・西オーストラリア州バッセルトン）
- Ironman New Zealand（ニュージーランド・タウポ）

### ヨーロッパ
- Ironman Austria（オーストリア・クラーゲンフルト）
- Ironman Barcelona（スペイン・カタルーニャ州カレーリヤ）
- Ironman Copenhagen（デンマーク・コペンハーゲン）
- Ironman Emilia-Romagna（イタリア・チェルヴィア）
- Ironman France（フランス・ニース）
- Ironman Gdynia（ポーランド・グディニャ）
- Ironman Germany - ヨーロッパ選手権（ドイツ・フランクフルト）
- Ironman Hamburg（ドイツ・ハンブルグ）
- Ironman Haugesund（ノルウェー・ハウゲスン）
- Ironman Lanzarote（スペイン・ランサローテ島）
- Ironman Sweden（スウェーデン・カルマル）
- Ironman Switzerland（スイス・チューリッヒ）
- Ironman Tallinn（エストニア・タリン）
- Ironman UK（イギリス・ボルトン）
- Ironman Vichy（フランス・ヴィシー）
- Ironman Vitoria-Gasteiz（スペイン・ ビトリア＝ガステイス）
- Ironman Wales（イギリス・ペンブルックシャー州テンビー）
- Ironman Ireland,（アイルランド・コーク県ヨール）

### 北アメリカ
- Ironman Alaska（アメリカ・ジュノー）
- Ironman Arizona（アメリカ・テンピ）
- Ironman Boulder（アメリカ・ボルダー）
- Ironman Canada（カナダ・ペンティクトン）
- Ironman Chattanooga（アメリカ・チャタヌーガ）
- Ironman Cozumel（メキシコ・コスメル）
- Ironman Florida（アメリカ・ポーク郡ハインズシティ）
- Ironman Lake Placid（アメリカ・レークプラシッド）
- Ironman Los Cabos（メキシコ・ロス・カボス）
- Ironman Louisville（アメリカ・ルイビル）
- Ironman Maryland（アメリカ・ケンブリッジ）
- Ironman Mont-Tremblant（カナダ・モントランブラン ）
- Ironman Texas - 北米選手権（アメリカ・ウッドランズ）
- Ironman St George（アメリカ・ セントジョージ）
- Ironman California（アメリカ・サクラメント）
- Ironman Tulsa（アメリカ・タルサ）
- Ironman Wisconsin（アメリカ・マディソン）
- アイアンマン世界選手権大会（アメリカ・ハワイ島カイルア・コナ）

### 南アメリカ
- Ironman Mar del Plata（アルゼンチン・マル・デル・プラタ）
- Ironman Brazil Florianopolis - 南米選手権（ブラジル・フロリアノーポリス）

### アフリカ
- Ironman South Africa - アフリカ選手権（南アフリカ・ネルソン・マンデラ・ベイ）